# Grammitis trachycarpa
Grammitis trachycarpa là một loài dương xỉ trong họ Polypodiaceae. Loài này được Mett. Copel. mô tả khoa học đầu tiên năm 1938.